# جوزف بچ
جوزف بچ (به انگلیسی: Joseph Bache) بازیکن فوتبال زادهٔ ۸ فوریه ۱۸۸۰ اهل کشور انگلستان بود که سابقهٔ بازی در تیم ملی فوتبال انگلستان را در کارنامهٔ خود دارد. وی در تاریخ ۲ مارس ۱۹۰۳ نخستین بازی ملی خود را در مقابل تیم ملی فوتبال ولز انجام داد و با حضور در ۷ بازی ملی، در تاریخ ۱ آوریل ۱۹۱۱ واپسین بازی ملی‌اش را در برابر تیم ملی فوتبال اسکاتلند برگزار کرد.
این بازیکن توانسته در بازی‌های ملی، ۴ گل به ثمر برساند.